# Nakanea vicaria
Nakanea vicaria là một loài bọ cánh cứng trong họ Cerambycidae.